# Convento de la Aurora María (Málaga)
El antiguo convento de la Aurora María es un edificio situado en el barrio de La Trinidad del Distrito Centro de la ciudad de Málaga, España.
Se trata de un edificio que ubica una parcela aislada y en desnivel entre la "rampa de la Aurora" (en la confluencia de la Avenida de Fátima y la Calle Mármoles), la Calle Feijoo y la Plaza de la Aurora. Frente a este edificio se encuentra el cauce del río Guadalmedina atravesado por el Puente de la Aurora y muy próximo el Hotel Málaga Centro.

## Historia
El origen de este edificio está en una ermita de la congregación del Rosario de la Aurora en el siglo XVIII. La ermita sufrió desperfectos en la riada de 1907 y también fue destrozada e incendiada en 1931, durante la llamada quema de conventos. Fue restaurada en 1941 por el arquitecto diocesano Enrique Atencia y se le añadió un nuevo piso. En su época de convento albergó a las monjas de la "Aurora María".

## Características
El inmueble tiene cuatro plantas y de su exterior destaca una espadaña angular que podría ser una introducción posterior influida por el estilo de Martín de Aldehuela. La antigua ermita tiene una sola nave en la que destacan sus pilastras cajeadas coronadas por capiteles jónicos.
Su fachada y su interior fueron remodelados para adecuarlos a su uso docente por parte de la Universidad de Málaga y el Ayuntamiento de Málaga.

## Propiedad y uso
Este edificio es propiedad del Obispado de Málaga pero anteriormente fue cedido a la Universidad de Málaga para usos docentes de la Escuela Universitaria de Asistentes Sociales y, posteriormente, de la Escuela Técnica Superior de Arquitectura.